# Kinyinya
Kinyinya es una comuna de la provincia de Ruyigi en Burundi. En agosto de 2008 tenía una población censada de 53 038 habitantes.
Se encuentra ubicada al este del país, cerca de la frontera con Tanzania. 